# 28. Międzynarodowy Festiwal Filmowy w Wenecji
28. Międzynarodowy Festiwal Filmowy w Wenecji odbył się w dniach 26 sierpnia – 8 września 1967 roku.
Jury pod przewodnictwem włoskiego pisarza Alberta Moravii przyznało nagrodę główną festiwalu, Złotego Lwa, francuskiemu filmowi Piękność dnia w reżyserii Luisa Buñuela. Drugą nagrodę w konkursie głównym, Nagrodę Specjalną Jury, przyznano ex aequo francuskiemu obrazowi Chinka w reżyserii Jean-Luka Godarda oraz włoskiemu filmowi Chiny są blisko w reżyserii Marco Bellocchio.

## Członkowie jury

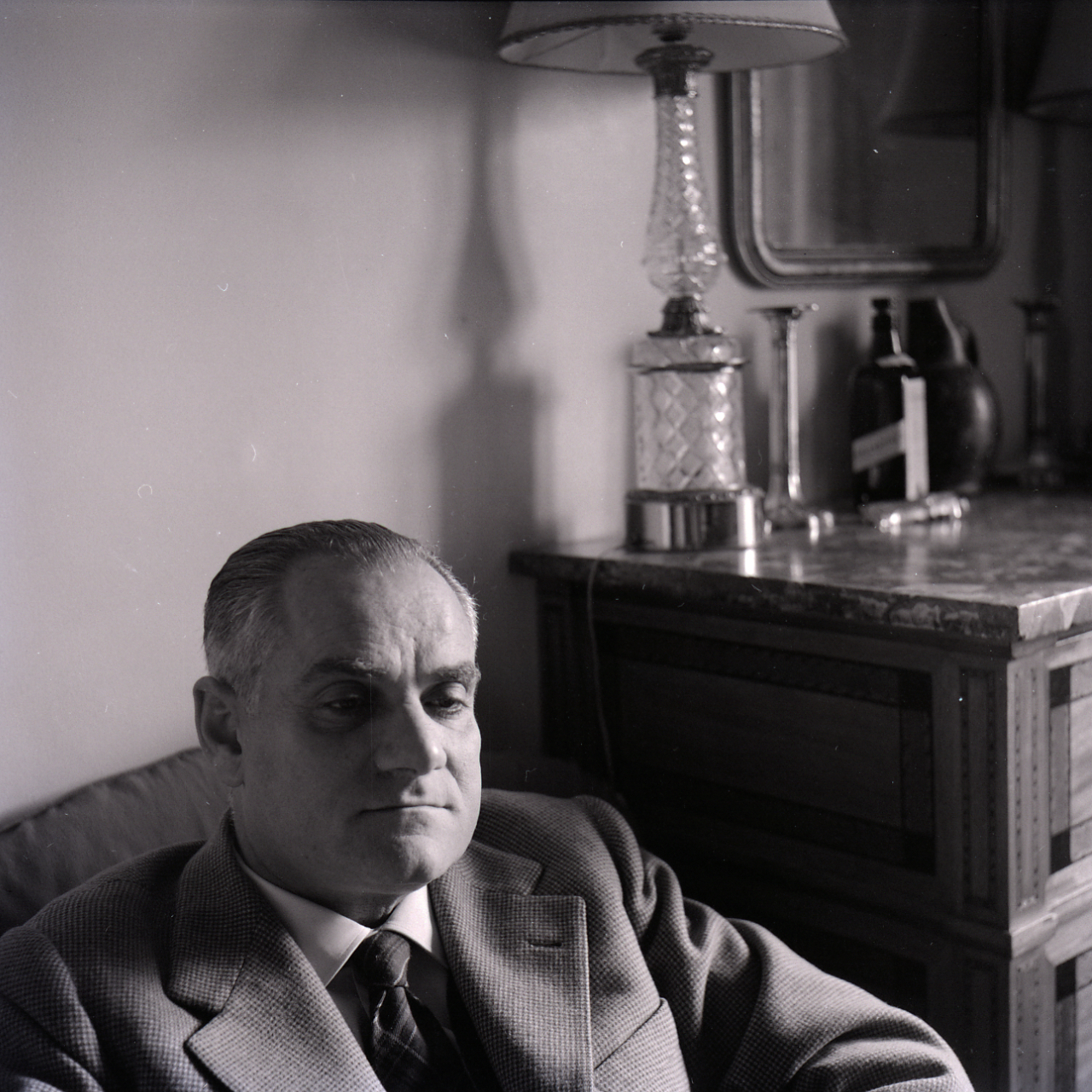
Przewodniczący jury konkursu głównego Alberto Moravia

### Konkurs główny
- Alberto Moravia, włoski pisarz − przewodniczący jury[2]
- Carlos Fuentes, meksykański pisarz
- Juan Goytisolo, hiszpański pisarz
- Rostisław Jurieniew, rosyjski krytyk filmowy
- Erwin Leiser, niemiecki reżyser
- Violette Morin, francuska pisarka
- Susan Sontag, amerykańska pisarka